# 維基瓦治花園 (佛羅里達州)
維基瓦治花園（英語：Weeki Wachee Gardens）是位於美國佛羅里達州赫爾南多縣的一個人口普查指定地區。

## 地理
維基瓦治花園的座標為28°32′01″N 82°37′29″W / 28.53361°N 82.62472°W，而該地最高點為海拔高度1米（即3英尺）。

## 人口
根據2010年美國人口普查的數據，維基瓦治花園的面積為3.60平方千米，當中陸地面積為0.30平方千米，而水域面積為0.30平方千米。當地共有人口1146人，而人口密度為每平方千米318人。